# Sófalvi József
Sófalvi József (Máramarossziget, 1745. november 18. – Kolozsvár, 1794. szeptember 11.) református teológiai tanár.

## Életrajza
Apja református pap volt Máramarosszigeten; ugyanott kezdett tanulni is, majd 1764-től Kolozsváron folytatta tanulmányait. Itt 1768-ban a kollégium könyvtárnoka volt. 1771-ben külföldre ment; előbb Göttingenben, 1773-tól 1776-ig pedig Leidenben gyarapította ismereteit. 1776-ban visszatérve Magyarországra, hol előbb a főkonzisztórium papja lett Nagyszebenben, majd 1779-ben kendilónai pap lett. 1783-ban pedig a kolozsvári kollegiumba hívták helyettes tanárnak. Itt működött 1794. szeptember 11-én bekövetkezett haláláig.

## Munkái
- A természet munkáiból vétetett erkölcsi elmélkedések. Kolozsvár, 1776. (Sulzer János György után németből fordítva)
- Oeconomia vitae humanae, azaz az ember életét igazgató bölcs regulák, melyek egy régi Bramina vagy indiai Filosofus által irattak, és ez előtt nem sokkal ugyan azon eredeti nyelven lévő kézírásból először kínai, majd angol, német, francia és más nyelvekre valamint magyarra fordítva A munka elejére téve egy Kinába sok ideig lakott suglus embernek gróf*** úr Ő Nagyságához küldött levele, melyben ezen kézírás feltalálásának módja előadatik. Kolozsvár, 1777. (Franciából fordítva)
- A természet szépségéről való beszélgetések. Kolozsvár, 1778. (Sulzer J. Gy. után németből fordítva)
- Kiadta a Bod Péter «Historia unitariorum in Transsylvania» (1776.) című munkáját és gyászverseket, írt Csomos János, gr. Teleki Ádám sat. halálára.